# Charles White
Charles Augustus White, född 25 januari 1896 i Jamaica, död 1 augusti 1958 i Vantörs församling i Stockholm, var en svensk musiker och skådespelare.
Eftersom White var färgad har det huvudsakligen blivit statistroller, han filmdebuterade i Sverige 1933 i Gustaf Molanders En stilla flirt, och har medverkat i drygt tio filmproduktioner. 

## Filmografi (urval)
- 1937 – John Ericsson - segraren vid Hampton Roads
- 1938 – Vingar kring fyren
- 1943 – Örlogsmän
- 1946 – Ballongen
- 1947 – Skepp till India land
- 1948 – Främmande hamn
- 1953 – Barabbas